# Oneonta (Nowy Jork)
Oneonta – miasto w Stanach Zjednoczonych, w stanie Nowy Jork, w hrabstwie Otsego. Według danych z 2000 roku miasto miało 13 292 mieszkańców.